# Cypřišek nutkajský
Cypřišek nutkajský (Cupressus nootkatensis, syn. Xanthocyparis nootkatensis a další – viz taxobox, česky též pacypřiš nutkajský) je druh stromu z čeledi cypřišovitých, pocházející z pobřežních oblastí Pacifiku na severozápadě Severní Ameriky. Jeho druhové jméno je odvozeno z anglického názvu domorodého obyvatelstva obývajícího přilehlé okolí Vancouverova ostrova v Britské Kolumbii.

## Taxonomie
Taxonomická historie tohoto druhu je značně komplikovaná. Po svém objevu byl roku 1824 popsán jako Cupressus nootkatensis, v roce 1841 však na dlouho došlo k přesunu do rodu Chamaecyparis (cypřišek) z důvodu olistění, které připomíná více právě rod cypřišek. Naproti tomu šišky na rozdíl od ostatních cypřišků (a naopak ve shodě s ostatními cypřiši) dozrávají až druhým rokem. Genetické výzkumy konce 20. století poskytly silné důkazy ke zpětnému vřazení do rodu Cupressus. Farjon et al. jej v roce 2002 vydělili spolu s velmi podobným cypřišem vietnamským (C. vietnamensis) do nově ustanoveného rodu Xanthocyparis. Následně však bylo zjištěno, že již existuje předešlá platná kombinace coby Callitropsis nootkatensis, která byla přehlédnuta; rodové jméno Xanthocyparis bylo navrženo ke konzervaci oproti Callitropsis, pokud by zahrnovalo i X. nootkatensis. Existují nicméně i pojetí, která řadí nutku zpět do rodu Cupressus, v jehož rámci by formoval samostatný monofyletický podrod.
Cypřišek nutkajský je jedním z rodičovských taxonů hybridního druhu cypřišovec Leylandův (x Cupressocyparis leylandii); druhým z nich je Cupressus macrocarpa, cypřiš ze severoamerického podrodu Hesperocyparis (někdy hodnoceného jako stejnojmenný samostatný rod, geneticky bližší cypřiši nutkajskému než zástupcům rodu Cupressus sensu stricto ze Starého světa).

## Rozšíření a ekologie
Cypřišek nutkajský se přirozeně vyskytuje v jehličnatých lesích na pacifickém pobřeží Severní Ameriky v poměrně úzkém pásu od Aljašky až po Klamath Mountains v severní Kalifornii. Obvykle roste na vlhkých místech v srážkově bohatých návětrných oblastech v horách, často na rašeliništích, obvykle do 400 m n. n., lze jej však najít i ve vyšších polohách. Klima je zde silně oceánické, s množstvím srážek po celý rok. Obvyklými dalšími druhy těchto pacifických deštných lesů jsou zerav obrovský, smrk sitka, jedle líbezná, jedlovec západní, jedlovec Mertensův nebo borovice pokroucená.
Coby mělce kořenící strom je závislý na silné sněhové pokrývce, která jeho kořenový systém chrání před vymrzáním v krutých arktických zimách. Se zmenšením úhrnů sněhových srážek v důsledku klimatických změn dochází v současnosti v severní části areálu k odumírání části porostů způsobenému právě mrazovým poškozením kořenů.

## Popis
Je to statný, dlouhověký, stálezelený strom dorůstající výšky až 40 metrů, s kuželovitou korunou a často převisajícími větvemi. Listy jsou drobné, šupinovité, na vrcholu tupé či krátce osinkatě špičaté, přitisklé k větvičce; letorosty jsou hranaté, mírně zploštělé, mezi jejich horní a spodní stranou není co do vzhledu podstatný rozdíl. Šišky mají 4-6 semenných šupin zakončených trojúhelníkovým hrotem, jsou kulovitého tvaru, o průměru 10-14 mm. Dozrávají obvykle až druhým rokem, kdy se otevírají a vypouštějí drobná křídlatá semena.
Ploidie druhu je 2n = 22.
Věk nejstaršího exempláře cypřiše nutkajského, rostoucího na západním pobřeží Britské Kolumbie, je odhadován na více než 1800 let.

## Využití
Tento pomalu rostoucí strom má tvrdé a pevné dřevo odolné proti vodě, půdnímu rozkladu i hmyzu; nalézá využití ve stavebnictví, lodním průmyslu nebo nábytkářství. Dobře se lepí, opracovává i šroubuje a dlouho si drží svou původní barvu i strukturu. Čerstvě nařezané má poněkud nepříjemnou hořkou vůni, která ale časem mizí. Vyrabí se z něj dřevěné podlahy nebo sauny, vzhledem k schopnosti odolávat kyselinám též obaly na baterie. V domorodých kulturách původních obyvatel Ameriky sloužilo dřevo pro výrobu menších lodí, pádel, nádobí nebo rituálních obličejových masek. Vynikající vlastnosti má jako palivové dřevo, neboť dlouho hoří a dává velký žár; dřevo je tak odolné, že i sto let starým mrtvým dřevem lze s úspěchem topit.
Velmi atraktivní je cypřišek nutkajský v okrasném zahradnictví pro svůj vzrůst a svěšené větve, které mu dodávají vznešeně smuteční habitus. Je odolnou dřevinou vhodnou do parkových a krajinářských výsadeb nebo vysokých živých plotů a bylo od něho odvozeno množství kultivarů. Svědčí mu vlhčí, ale dobře odvodněné půdy a oblasti s chladnějšími léty; dobře prosperuje v polostínu i na plném slunci. Lze jej pěstovat též jako bonsaj.

## Galerie

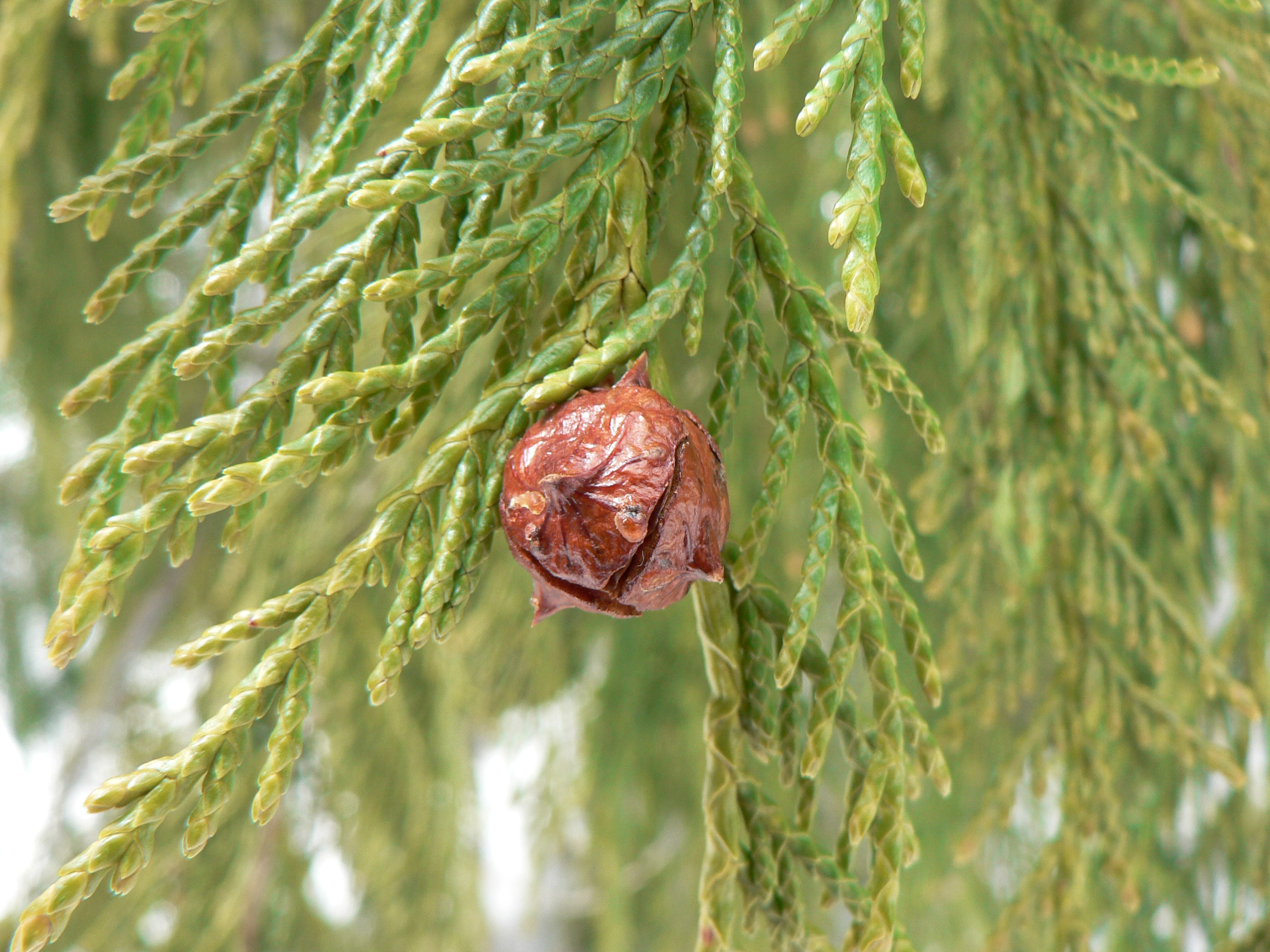
Detail zralé otevírající se šišky
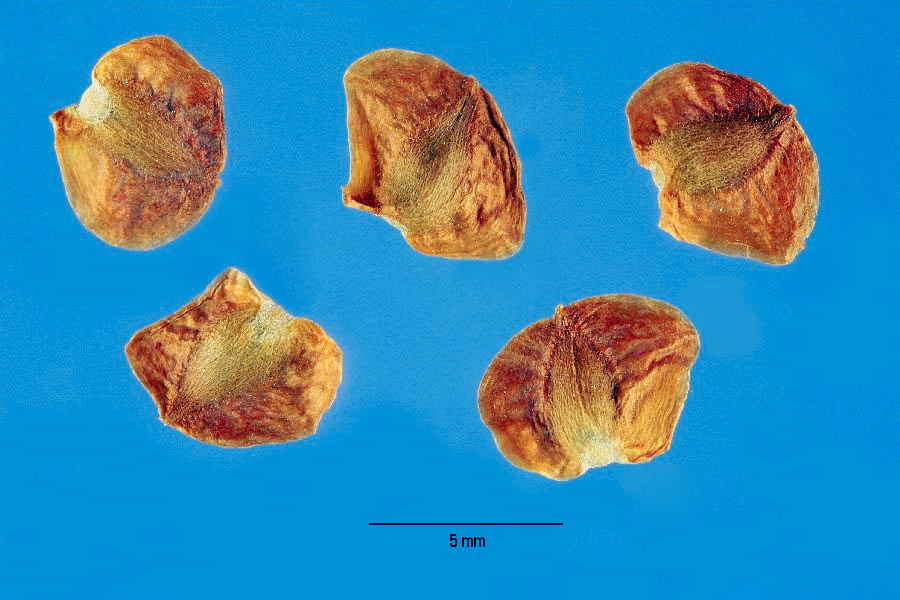
Semena
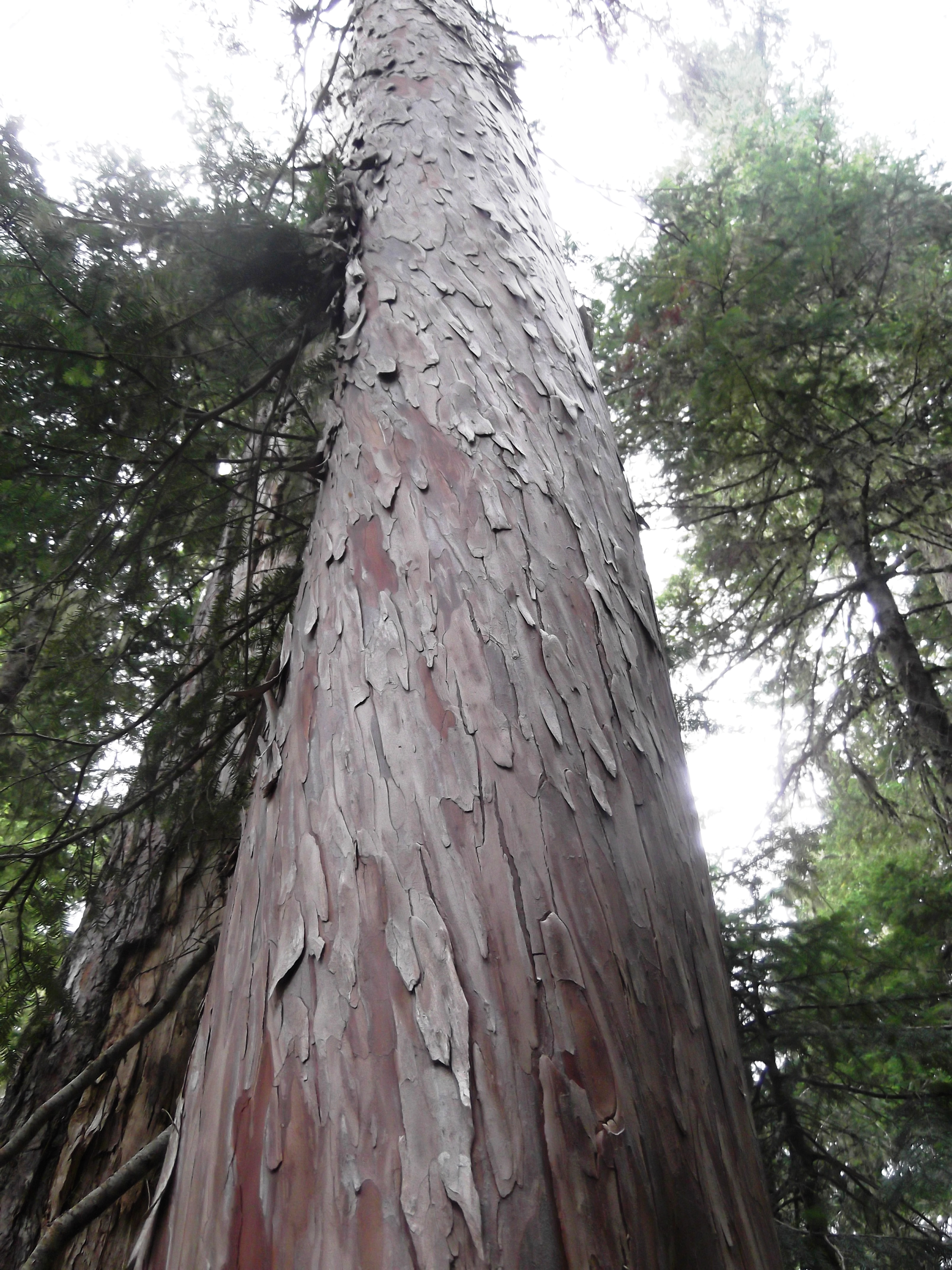
Borka starého jedince
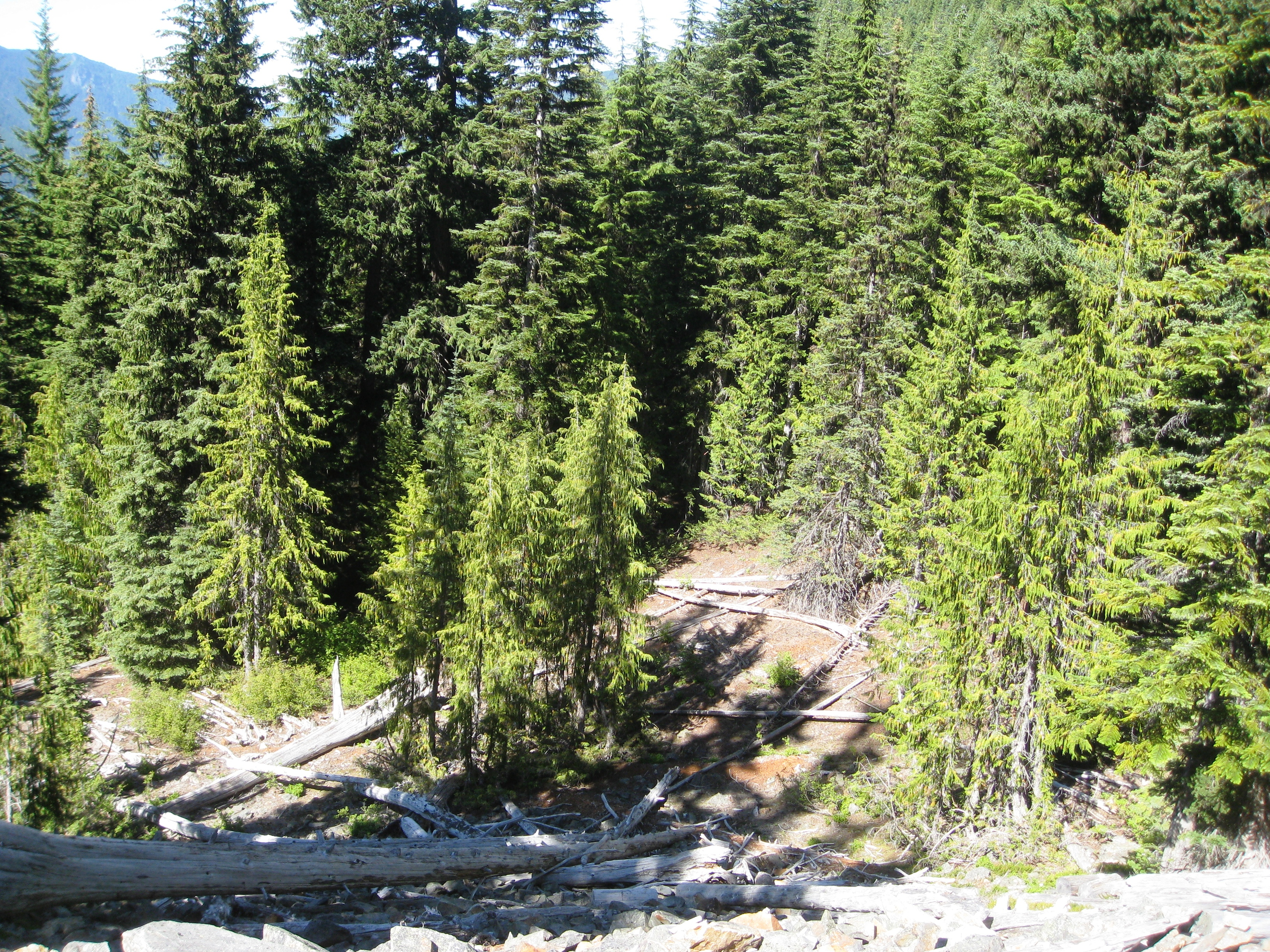
Les s cypřiškem nutkajským
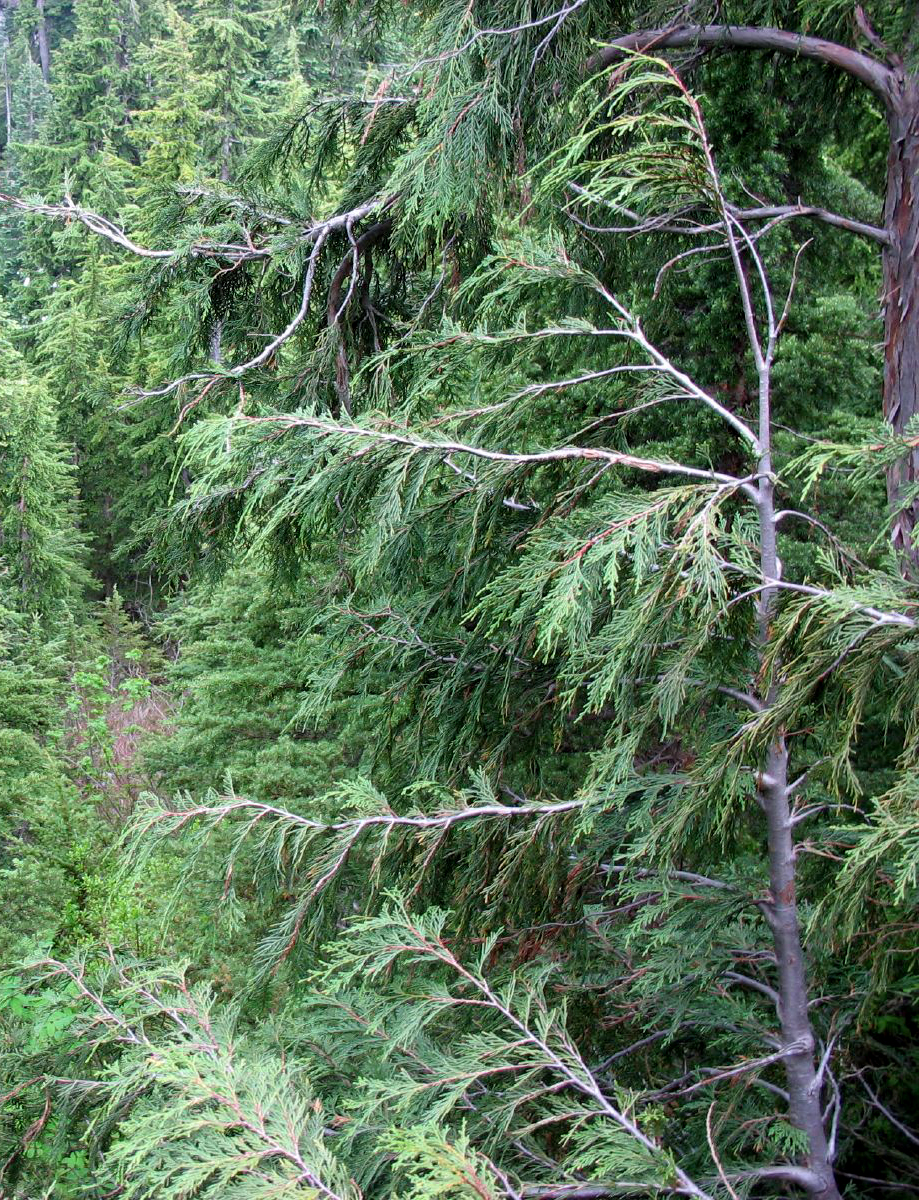
Mladý jedinec
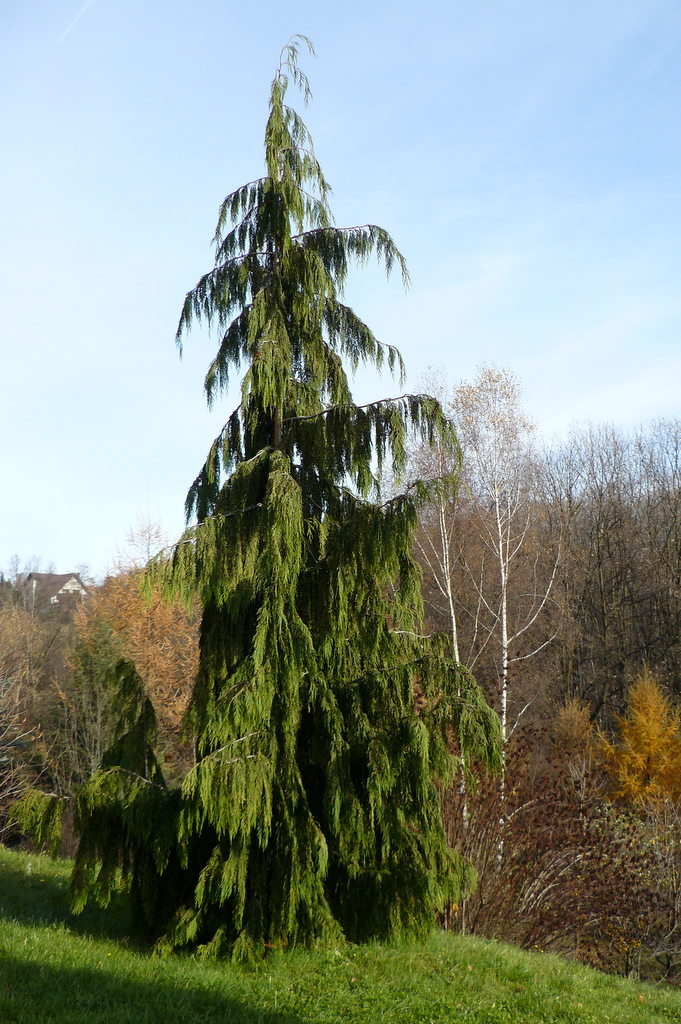
Kultivar 'Pendula'
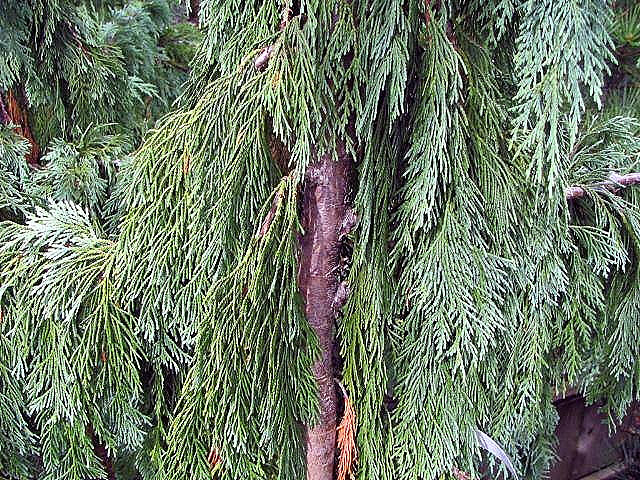
Kultivar 'Glauca' – detail větviček